# منظمة النضال النقابي السويد
كان الاتحاد القومي الاشتراكي للعمال الصناعيين التنظيم النقابي لحزب العمال القومي الاشتراكي في السويد. وفي عام 1938 غيرت المنظمة اسمها إلى الاتحاد الاشتراكي السويدي للعمال الصناعيين. وخلال تلك السنة المنظمة بنشاط في إضراب موظفي الفندق.
ثم اخذت المنظمة باسم منظمة النضال النقابي السويد.